# Арковий міст у Запоріжжі
Арковий міст — автомобільний міст через Дніпро у Запоріжжі, що сполучає правий берег міста з островом Хортиця, є найдовшим арковим мостом в Україні.

## Історія
21 квітня 1971 року розпочалося будівництво мосту. На його будівництво було виділено 600 тис. карбованців. У будівництві мосту брало участь будуправління «Дніпробуд-2».
1974 року завершено спорудження мосту. Всього на будівництво було витрачено 3 220 000 радянських карбованців. При будівництві вперше в практиці радянського мостобудування була застосована унікальна 205-метрова металева збірна балка, яка працює разом з балкою жорсткості.
У 1997 році Арковий міст було визнано аварійним. Впродовж 2001—2003 років мост був закритий на капітальний  ремонт, через відколювання частини скелі, на яку опирається одна з опор мосту.

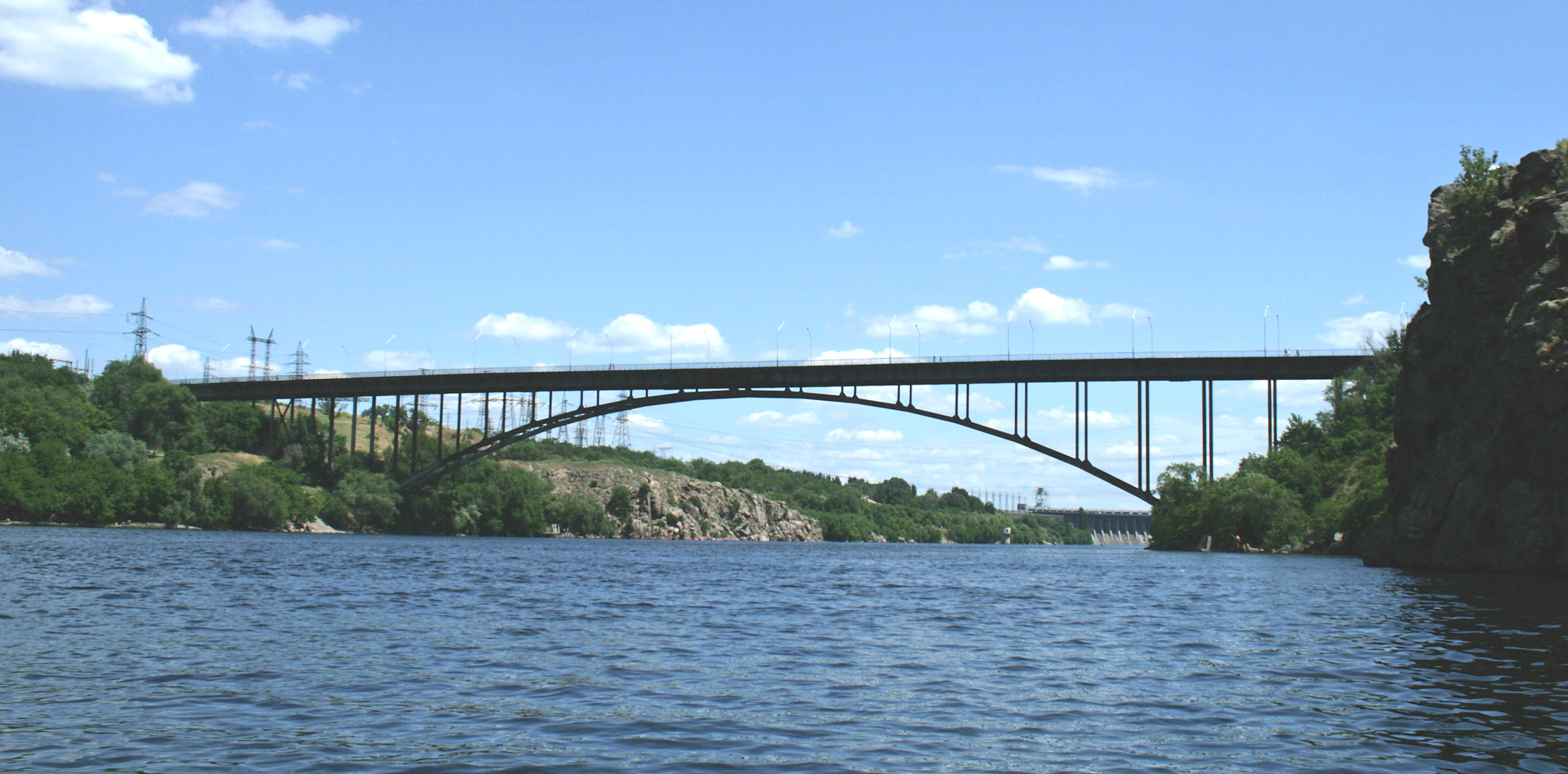
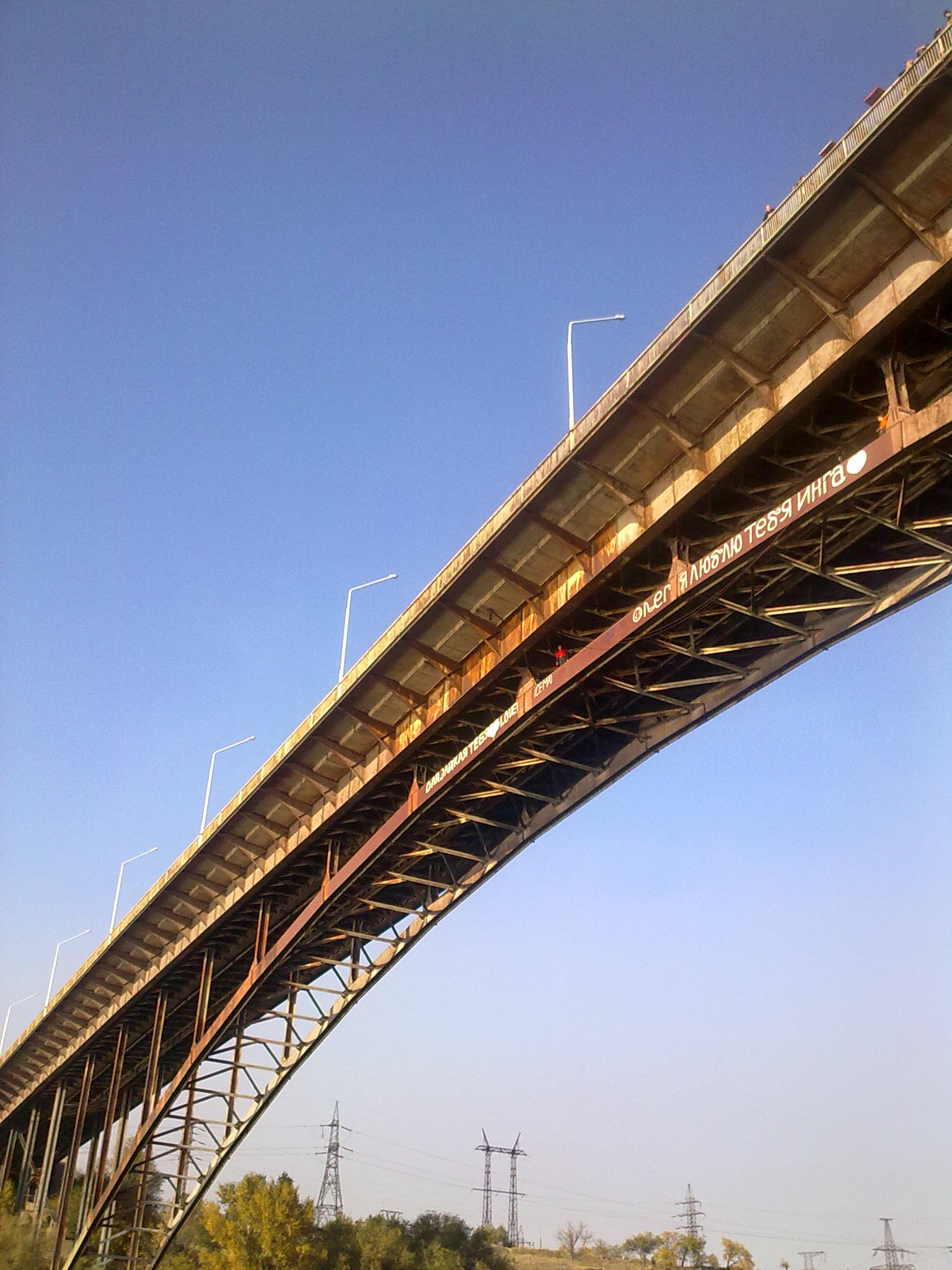
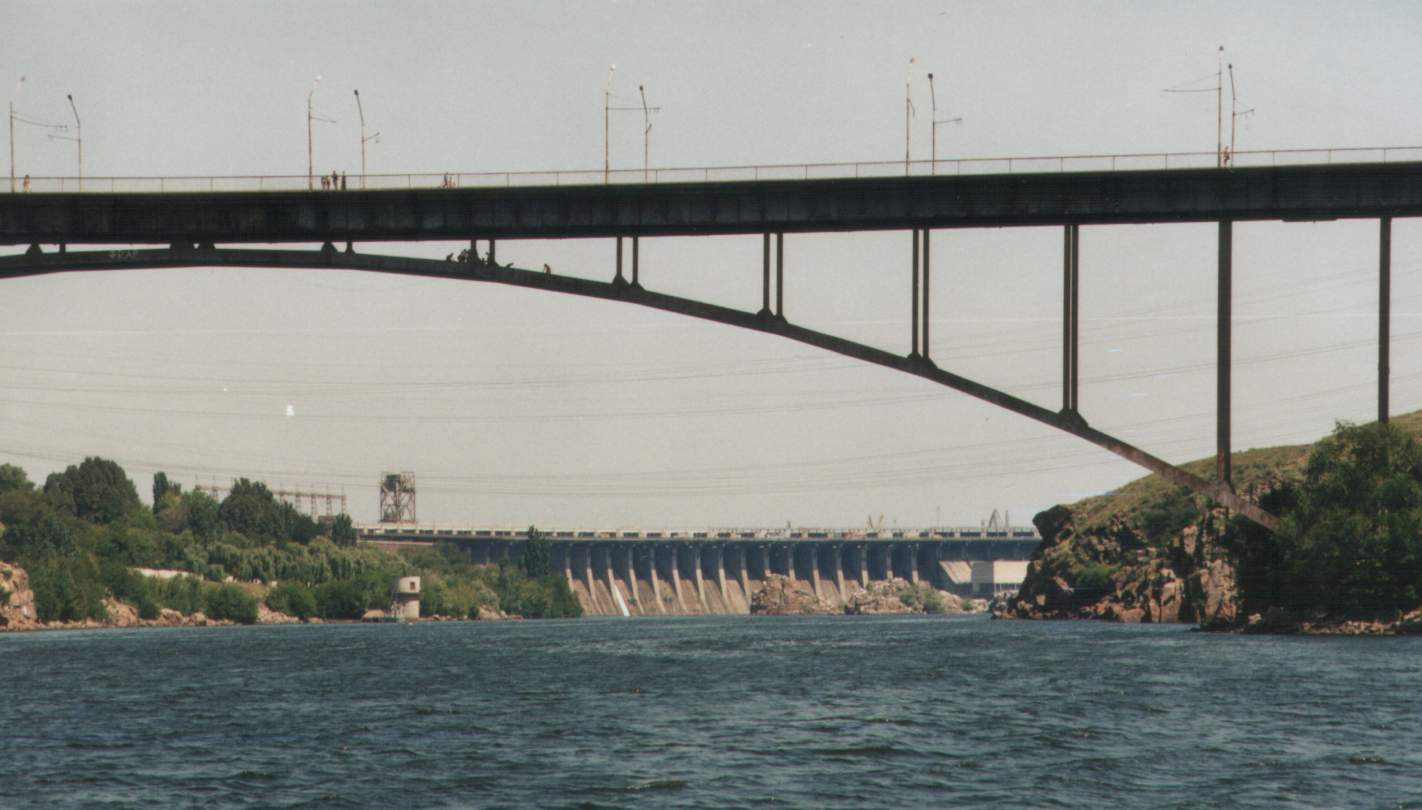

У травні 2025 року стало відомо, що запланований ремонт Аркового мосту. Серед ремонтних робіт планується демонтаж старого покриття та заміна на нове, очищення арматури від корозії та відновлення захисного шару, відновлення ушкоджених плит перекриття та тротуарних блоків, заміна бар'єрної огорожі проїжджої частини, ремонт деформованих металоконструкцій. Завершити роботи на об'єкті підрядник має до кінця 2025 року. На ці роботи КП «Елуаш» планує витратити 8 
542 558 гривень. Станом на червень 2024 року вартість ремонту оцінювали у 272,2 млн гривень.

## Тролейбусне сполучення
З 1975 року через острів Хортиця курсували тролейбуси, додаткова  лінія у сполученні правого та лівого береги річки Дніпро (до цього тролейбуси з лівого на правий берег прямували лише через Дніпровську ГЕС). Тролейбусна лінія через острів Хортицю, крім Аркового мосту, проходила мостом Преображенського. У 2001 році була закрита, через реконструкцію Аркового мосту, контактна мережа була демонтована, щоб зберегти її від розкрадання, проте, після відкриття Аркового мосту у 2003 році відновлення тролейбусної лінії було визнано недоцільним.
13 вересня 2019 року відкритий маршрут № 1 (Площа Профспілок — Турбаза «Хортиця»), на якому працювали тролейбуси Дніпро Т203 з опцією автономного ходу. З 25 лютого 2022 року тимчасово припинена робота тролейбусного маршруту № 1, через широкомасштабне російське вторгнення в Україну, тож тролейбуси Дніпро Т203, що обслуговували цей маршрут, були перенаправлені з 1 березня 2022 року на обслуговування нового маршруту, що сполучав 4-й Південний мікрорайон з 2-м Шевченківським мікрорайоном[джерело не вказане 918 днів].
З 6 січня 2025 року призначені  тролейбусні рейси до зупинки  громадського транспорту «Турбаза «Хортиця» (у робочі дні), а з 11 січня 2025 року також у вихідні дні. Рейси обслуговують тролейбуси з можливістю автономного ходу Дніпро Т203.

## Галерея

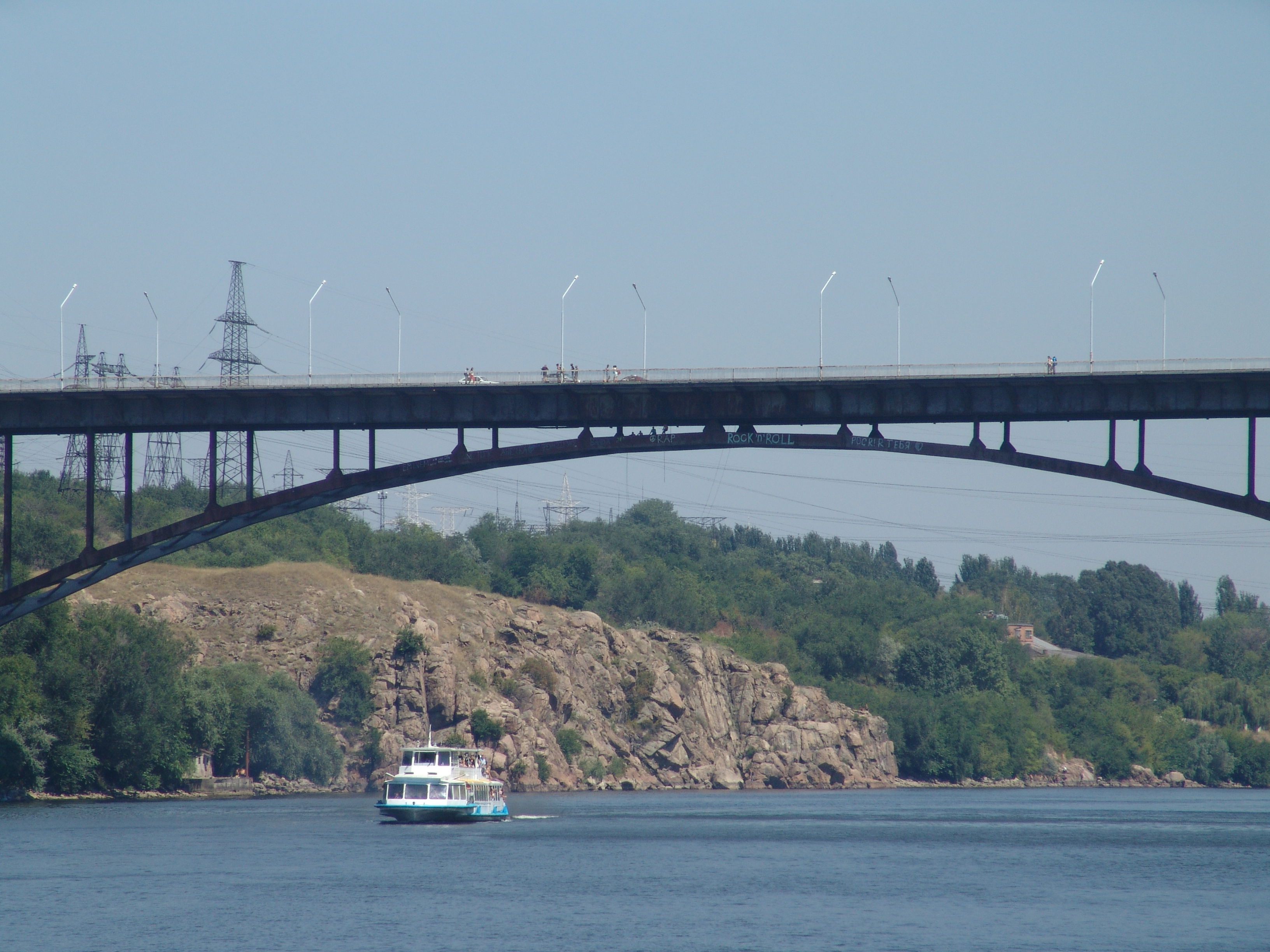
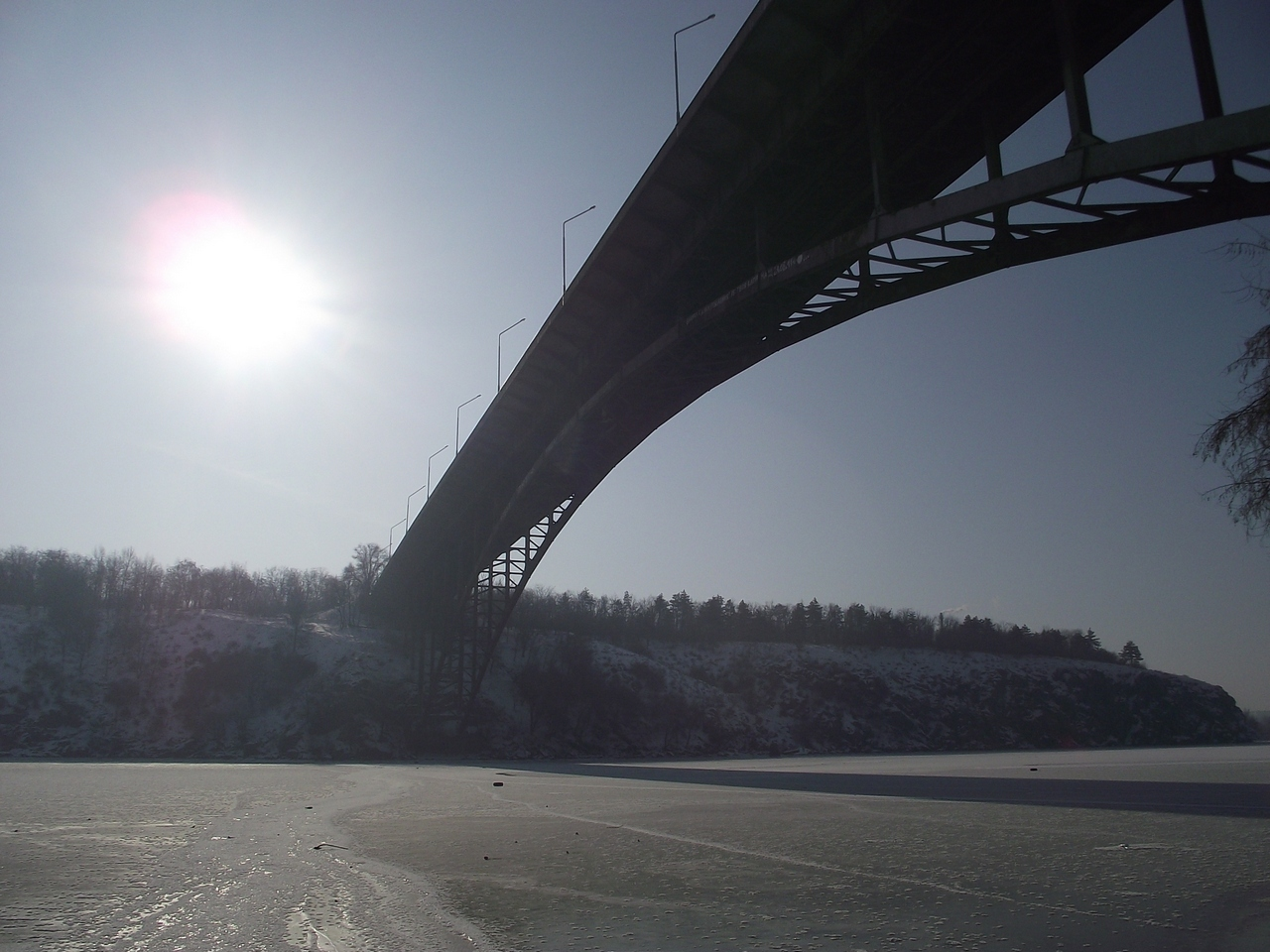
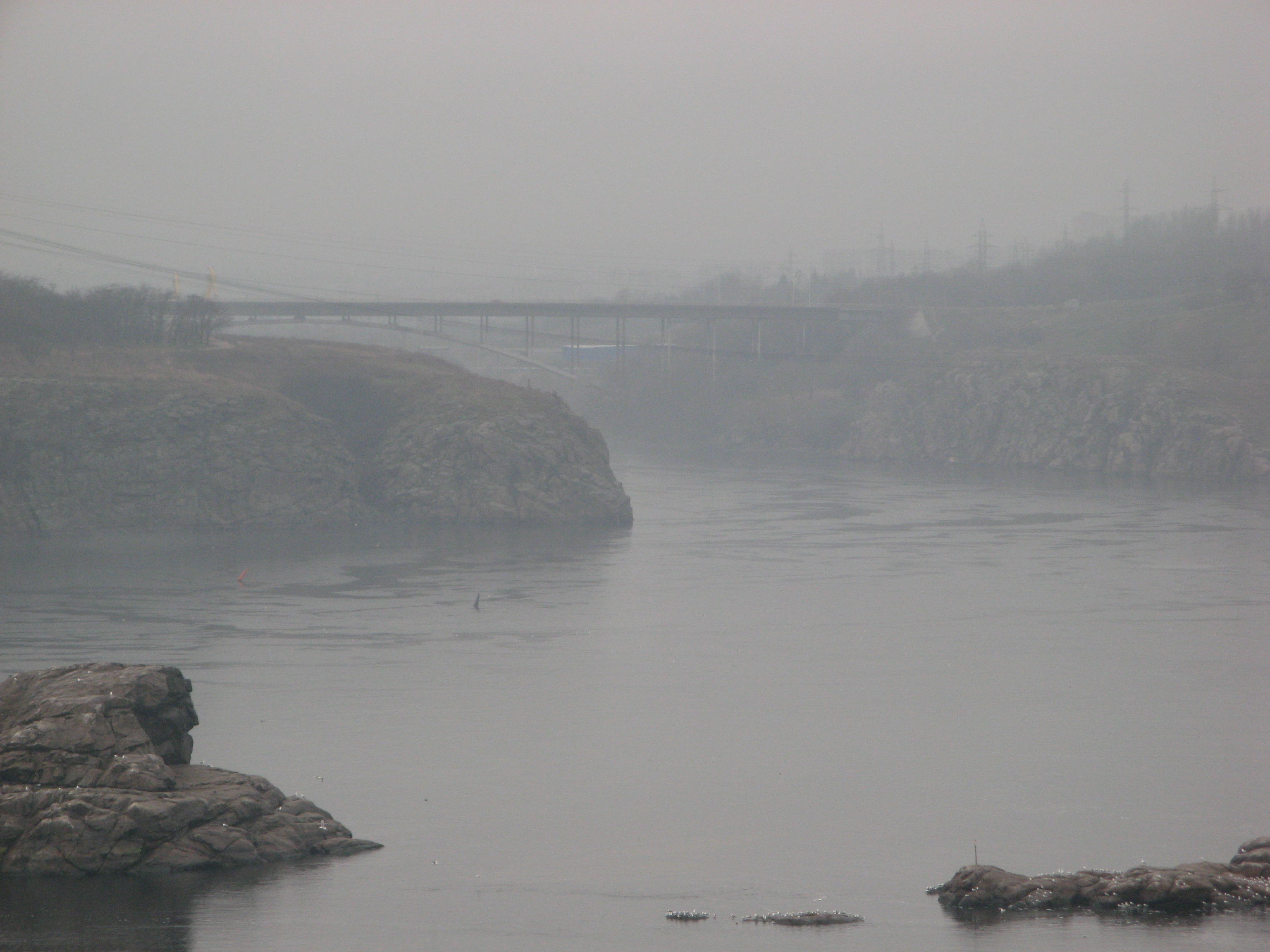
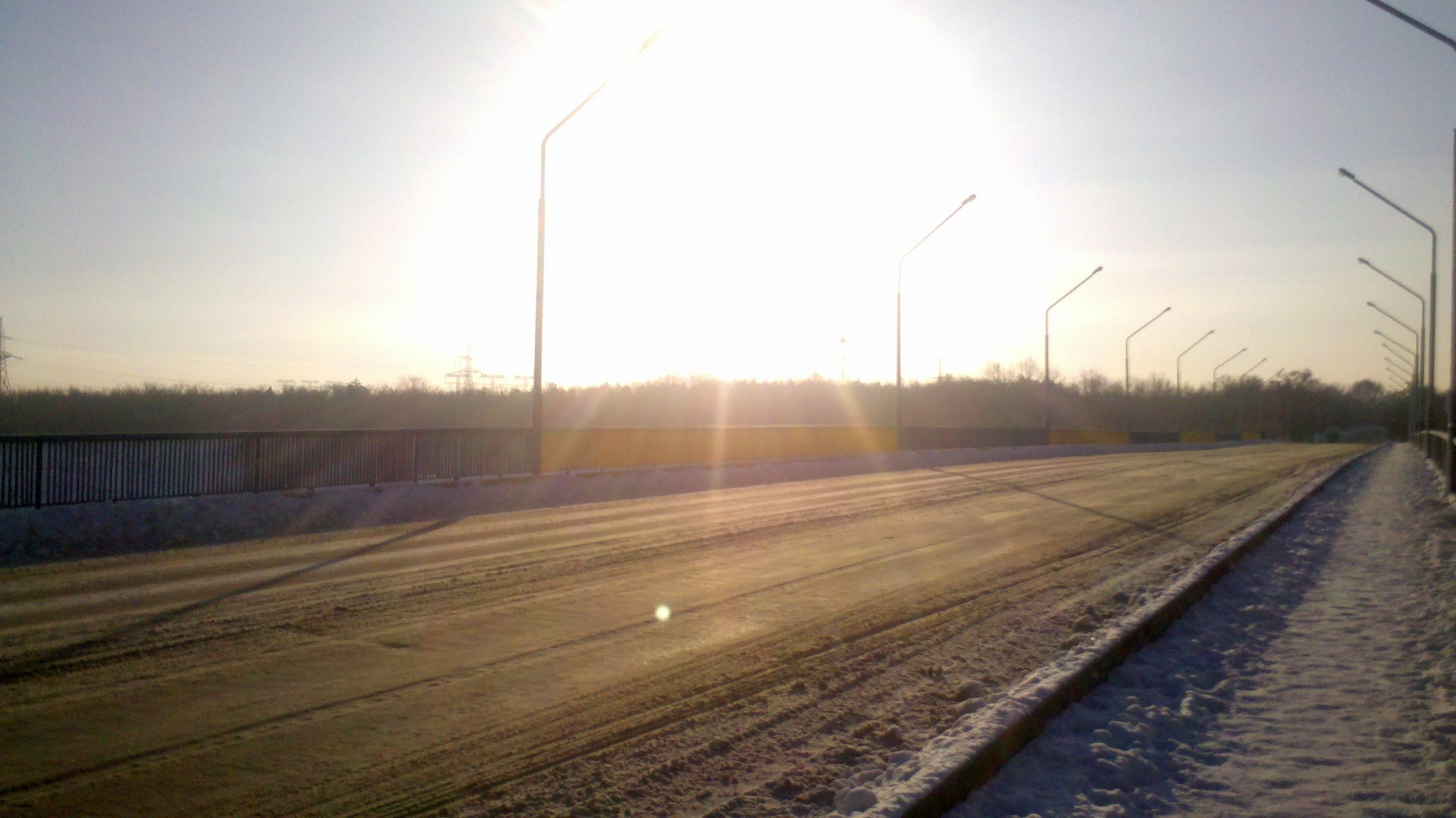